# KLM Cityhopper-vlucht 433
KLM cityhopper vlucht 433 van 4 april 1994 was een vlucht die, vanwege een combinatie van kortsluiting en inschattingsfouten van de piloot, verongelukte. Het vliegtuig crashte tijdens de doorstart na de afgebroken landingspoging; er vielen drie doden.

## Chronologie

### De vlucht
De vlucht ging van Luchthaven Schiphol naar Cardiff en werd gevlogen met een slechts 4 jaar oude Saab 340. Er waren 21 passagiers en 3 bemanningsleden aan boord. Het vliegtuig vertrok om 14:19 Nederlandse tijd (UTC+2) van Schiphol.

### Boven de Noordzee
Om 14:30 zat het vliegtuig op een hoogte van 16.500 voet, klimmend naar 20.000 voet. De Master Warning ging af (naar later bleek door kortsluiting in een oliedrukschakelaar), en waarschuwde de bemanning dat de oliedruk in motor 2 onjuist was. De waarschuwing werd uitgezet en de motor werd langzaam naar stationaire toestand (10% motorvermogen) gebracht. Even later ging de Master Warning opnieuw af; de copiloot meldde aan de gezagvoerder dat de oliedruk in motor 2 lager was dan in motor 1, en nog steeds afnam (terwijl de gezagvoerder nog steeds bezig was met het stationair zetten van motor 2).
De checklist gaf aan dat deze Master Warning niet van toepassing was omdat de waarde van de oliedruk nog boven de 30 psi zat. Door de gelijktijdige Master Warning raakte de bemanning verward; motor 2 bleef daarom stationair draaien tijdens de rest van de vlucht en werd niet helemaal afgezet.
Met een checklist werd gecontroleerd of motor 2 geheel moest worden afgezet. Als, terwijl de Master Warning afgaat, de druk beneden 30 psi was moest de motor geheel worden afgezet. De druk was echter 50 psi; de gezagvoerder zei: "continue normal operation", hij wilde echter wel terug naar Schiphol, en vroeg toestemming om naar 16.000 voet te dalen. Beide verzoeken werden gehonoreerd.

### Terug naar Schiphol
Na de toestemming om terug te vliegen naar Schiphol, draaide de Saab in die richting. De gezagvoerder kreeg de keuze om op de Aalsmeerbaan (baan 01R) of op de Kaagbaan (baan 06) zijn noodlanding te maken. Er werd voor de Kaagbaan gekozen; er werd toestemming gegeven om naar 2000 voet te dalen en met koers 090 te vliegen.
Op Schiphol werden alle overige vliegtuigen van de Kaagbaan weggehouden en de brandweer ging langs de baan staan. Bovendien werd er een apart noodkanaal vrijgemaakt voor vlucht 433, zodat deze niet de hele tijd van frequentie hoefde te wisselen.
Om 14:42 werd toestemming gegeven om te landen. Het landingsgestel werd uitgeklapt en motor 1 werd op 78% vermogen gezet. De landing zou gaan gebeuren met een staartwind van 10 knopen (hetgeen niet aan te bevelen is als met één motor geland wordt).

### Poging tot landen en crash
Tijdens het aanvliegen leek de bemanning zich niet bewust te zijn van de consequenties van vliegen op één motor. Het toestel vloog veel te laag, waardoor de neus opgetrokken en gas bijgegeven moest worden. De snelheid schommelde hierbij sterk; de gezagvoerder leek hier niet voldoende op te anticiperen.
Toen de snelheid vlak voor de landing naar 115 knopen daalde werd op motor 1 sterk gas gegeven. Er werd echter niet voldoende roer gebruikt om de yaw die hierdoor ontstond te compenseren. De gezagvoerder besloot een doorstart te maken. Hij gaf motor 1 vol vermogen, klapte het landingsgestel in en zette de flaps op 7°.
Het vliegtuig overtrok echter, door de te lage snelheid, en helde 12° omhoog. Dit werd enigszins gecorrigeerd, maar opnieuw helde het vliegtuig omhoog. Het begon ook naar rechts te hellen, tot het uiteindelijk, met een zijwaartse hoek van 89°, met de rechtervleugel de grond raakte, die onmiddellijk afbrak. De romp gleed door, daarbij 100 graden draaiend en kwam, op de linkervleugel rustend, tot stilstand. Het tijdstip was 14:46:09 u.
Bij de crash kwamen de gezagvoerder en twee passagiers om het leven.

## Onderzoek

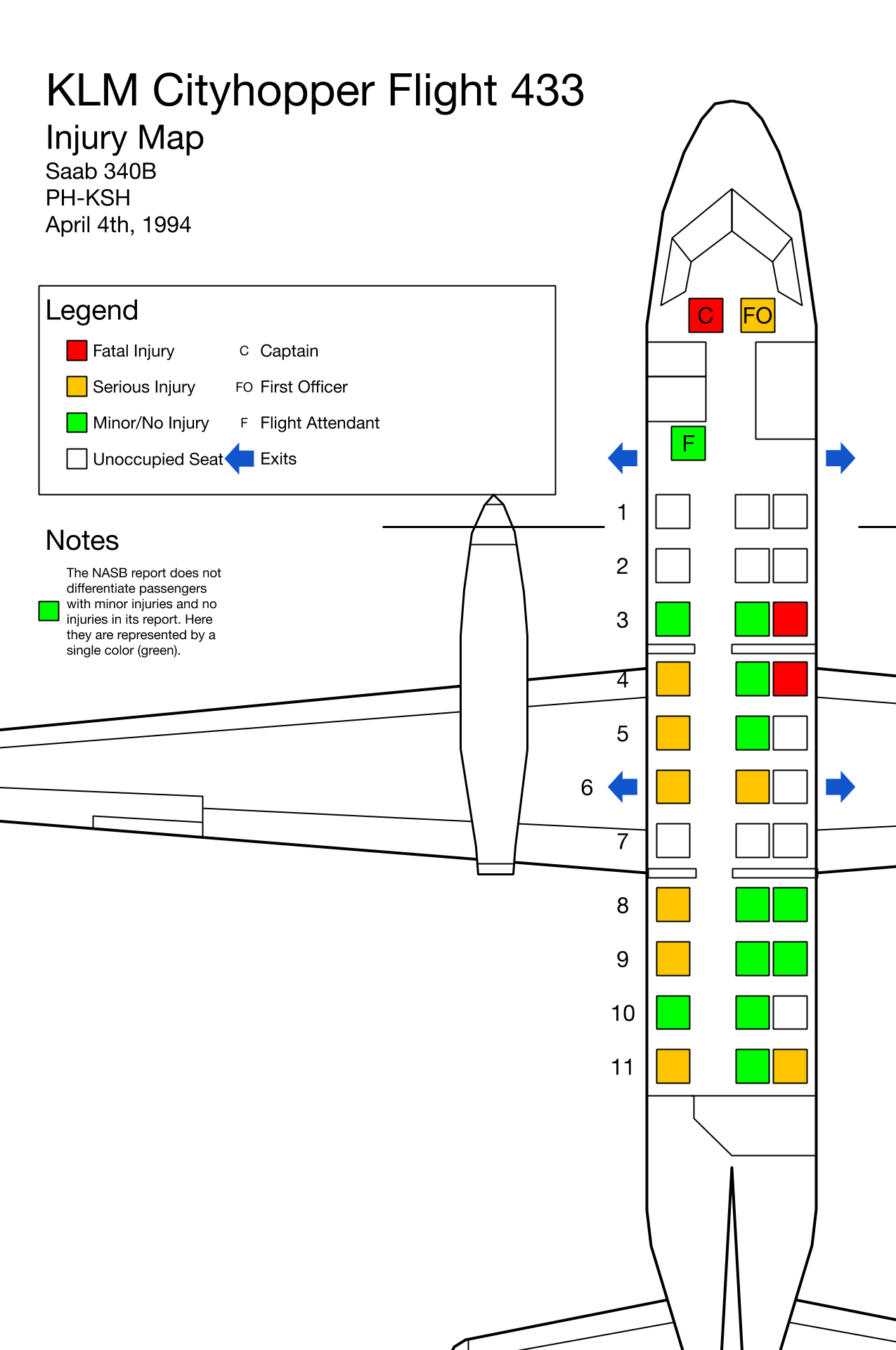
Overzicht (uit rapport Raad voor de Luchtvaart) met positie inzittenden en indicatie verwonding of overlijden.

De Raad voor de Luchtvaart onderzocht het ongeval. Het onderzoeksrapport werd in oktober 1995 aan het publiek vrijgegeven.

### Conclusies
- De bemanning realiseerde zich niet dat, toen ze vermogen verminderden in motor 2 en de oliedruk daalde, deze daalde als gevolg van het verminderen in vermogen.
- De gezagvoerder anticipeerde niet genoeg op de schommelingen in de luchtsnelheid, waardoor er een nadering plaatsvond zonder stabiele verhouding tussen vermogen, snelheid en neushelling. Dit kan zijn verergerd door de staartwind.
- Hoewel motor 2 niet gebruikt werd, vond het aanvliegen plaats volgens procedures waarbij beide motoren werken.
- Het roer werd onvoldoende gebruikt om de yaw te compenseren, die tijdens het aanvliegen ontstond vanwege het vliegen met één motor. Hierdoor moest een doorstart gemaakt worden.
- Tijdens deze doorstart werd de besturing inadequaat gebruikt, waardoor het vliegtuig onbestuurbaar werd.
- Er was vrijwel geen Crew Resource Management: de gezagvoerder deed bijna al het werk.

### Oorzaken
- Inadequaat gebruik van de besturing tijdens de doorstart, waardoor de bemanning de controle over het toestel verloor. De bijkomende factoren waren:
- Onvoldoende begrip van de bemanning over het motorsysteem (de oliedruk was laag, maar niet te laag, dus motor 2 had niet stationair gehoeven).
- Onvoldoende bewustzijn van de consequenties van het vliegen met één motor.
- Vrijwel ontbreken van Crew Resource Management.